# Tajyr Mansurow

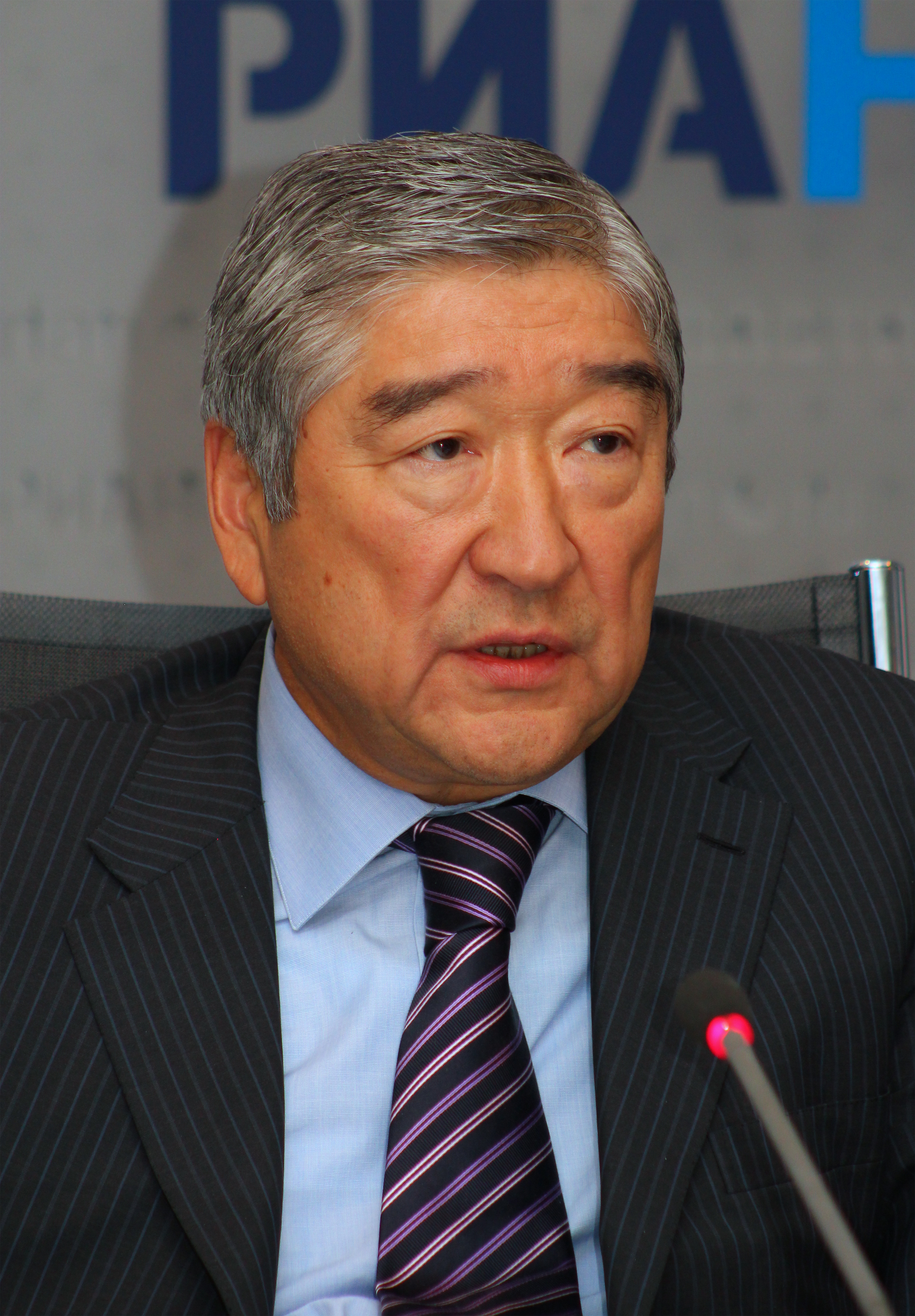
Tajyr Mansurow (2011)

Tajyr Aimuchameduly Mansurow (kasachisch Тайыр Аймұхамедұлы Мансұров, russisch Таир Аймухаметович Мансуров Tair Aimuchametowitsch Mansurow; * 1. Januar 1948 in Sarkand, Kasachische SSR) ist ein kasachischer Politiker.

## Leben
Mansurow wurde 1948 in Sarkand im heutigen Gebiet Almaty geboren. Er absolvierte ein Studium am Kasachischen Polytechnischen Institut, das er 1971 mit einem Abschluss in Bauingenieurwesen beendete. 1978 schloss er zudem ein Studium der Politikwissenschaften an der Höheren Parteischule beim Zentralkomitee der Kommunistischen Partei der Sowjetunion ab.
Seine berufliche Laufbahn begann Mansurow als Ingenieur, erst später ging er in die Politik. So war er ab 1973 Sekretär des Stadtkomitees von Alma-Ata (heute Almaty) des Komsomol, des Gesamtsowjetischen Leninschen Kommunistischen Jugendverbandes. Später war er Sekretär des Regionalkomitees. Zwischen 1979 und 1986 war er in verschiedenen Funktionen beim regionalen Parteikomitee von Alma-Ata tätig. Von 1986 bis 1988 war er erster Sekretär des Parteikomitees des Stadtbezirks Lenin in Alma-Ata. Im Anschluss war er für wenige Monate Ausbilder der Bauabteilung des Zentralkomitees der Kommunistischen Partei der Sowjetunion, bevor er Inspektor des Zentralkomitees der Kommunistischen Partei Kasachstans wurde. Von 1989 bis 1990 war er zweiter Sekretär des regionalen Parteikomitees in Karaganda. Anfang der 1990er Jahre war er Leiter der sozioökonomischen Abteilung des Zentralkomitees der Kommunistischen Partei der Sowjetunion. 1990 wurde er zum Abgeordneten des Obersten Rates der Kasachischen SSR gewählt und 1991 war er Mitglied des nur wenige Monate bestehenden Rates der Republiken des Obersten Sowjets der UdSSR.
Nach der Unabhängigkeit Kasachstans von der Sowjetunion leitete er einen Entwicklungsfonds. Im Januar 1994 trat er in den diplomatischen Dienst Kasachstans ein, indem er Botschafter in Russland wurde. Nach acht Jahren als Leiter der kasachischen Mission in Moskau wurde er im Februar 2002 Berater des kasachischen Präsidenten Nursultan Nasarbajew. Am 24. Dezember 2003 wurde er Äkim (Gouverneur) von Nordkasachstan. Dieses Amt hatte er bis zum 9. Oktober 2007 inne. Am 10. Oktober wurde Mansurow Generalsekretär der Eurasischen Wirtschaftsgemeinschaft (EWG). Nach der Auflösung der EWG zum 1. Januar 2015 wurde er dann Mitglied des Energie- und Infrastrukturausschusses der Eurasischen Wirtschaftskommission.

## Persönliches
Tajyr Mansurow ist verheiratet mit Säule Mansurowa. Die beiden haben drei Kinder.